# Психология искусства
Психология искусства — отрасль психологии, направленная на установление наиболее общих закономерностей всех видов художественной деятельности, раскрытие механизмов становления личности человека-творца, анализ различных форм воздействия искусства на человека.

Мона Лиза. Возможно, это мать Леонардо. (теория, основанная на психологии искусства).

## Искусство как способ познания

### Психология искусства: исследовательские подходы
Специфика психологии искусства по отношению к другим изучающим искусство дисциплинам заключается не только в её предмете, но и в методах. Сильная сторона психологии в изучении искусства состоит во владении экспериментальной методологией и возможности строить свои концепции на основе не только теоретических соображений и данных самонаблюдения, но также и экспериментально полученных факторов. Именно психологии доступно изучение конкретных частных механизмов и тонких индивидуальных различий в восприятии и воздействии искусства. 
В современной психологии искусства пока отсутствует общепринятое понятие о её предмете: есть ли искусство форма познания чего-либо, преобразования чего-либо, чего именно, и т. п. Односторонний взгляд на искусство как познание критикует Л. Выготский.
Можно выделить такие подходы к изучению психологии искусства:
- искусствоцентрический: в центре внимания находится произведение искусства как загадочный сфинкс, которого воспринимающие могут заставить заговорить, обладая достаточной культурой, мотивацией и интуицией. Близки к такому подходу Л. Выготский, А. Н. Леонтьев, Д. А. Леонтьев.
- теоретико-нормативный: исходит из нормативной модели адекватного, развитого типа эстетического восприятия. Здесь главное — насколько процесс восприятия близок к эталонному, предусмотренному теоретической моделью. Такой подход уводит исследователя от качественного анализа индивидуального своеобразия различных вариантов взаимодействия личности и произведения искусства;
- механистический подход рассматривает искусство как функционирование неких интрапсихических механизмов, а не активности самой личности. Личности отводится пассивная роль; В этом случае теряется смысловая, индивидуально-личностная сторона искусства.
- когнитивно-аффективный подход связывает искусство с эмоциональной сферой человека: эмоции, «работающие» в искусстве, отличаются от других эмоций, последователи психоанализа говорят о том, что они сублимированны, в культурно-исторической школе эмоции искусства называют "умными" ;
- деятельностный подход рассматривает искусство как механизм порождения и воссоздания смыслов, и как специфический путь трансляции смыслов, которые никак иначе передать невозможно (в отличие от значений) ;
- системно-типологический подход в психологии искусства выдвигает на первое место фигуру творца.

#### Построение систем в музыкознании
Рациональные системы
Во главу угла в таких системах ставится коммуникация между субъектом и объектом. Модели системного подхода включают разного рода схемы взаимодействия. При этом предполагается детальное изучение всех составляющих процесса взаимодействия и функционирования объекта и субъекта. Варианты таких систем представлены в работах Л. Я. Дорфмана, В. П. Морозова, Э. А. Голубевой, А. Л. Готсдинера, Л. Л. Бочкарева и других.
В качестве системы и подсистемы человек способен создавать и воспринимать художественный образ. Интегральная индивидуальность человека понимается как целостность, большая система, в которой выделяются иерархические уровни индивидуальных свойств, между которыми существует особого рода связи — много-много-значные или полиморфные (по В. С. Мерлину).
Иерархические уровни содержат индивидуальные свойства, представляющие разные уровни развития материи, начиная от биохимических свойств и кончая социальным статусом человека в коллективе и обществе. Таким образом, более общие системы включают в себя все более частные. Материал для исследований нарастает как снежная лавина, которой уже невозможно управлять.
Для концепций этой группы исследователей важными являются вопросы: Что представляет собой музыка в качестве информативного средства? Каким образом она может передаваться и восприниматься?
Музыка несет в себе достаточно многозначную информацию, которая должна быть соответствующим образом воспринята субъектом. "Игра" искусства как фундаментальная для всей культуры деятельность (в понимании Й. Хёйзинги) предполагает на основе восприятия активное воссоздание образа, в котором (независимо от степени его конкретности) слиты (по крайней мере, потенциально) когнитивные, эмоциональные и перцептивные (модальные) компоненты.
Иррациональные системы
Основные положения исследователей данной группы:
- музыка несет в себе трансцендентальный смысл;
- цель восприятия (слушания) музыки — слияние с космосом, или возбуждение физического и душевного «Я».

Главными идеологами этой теоретической концепции в зарубежном музыкознании являются Х. Мерсман, А. Хальм, Х. Кайзер. По их мнению, при изучении музыкального восприятия предметом научного исследования должен стать процесс перехода индивидуального сознания слушателя в трансцендентальное сознание, сливание «Я» с музыкой космоса («трансцендентальная редукция»).
Феноменология
Феноменологический подход объединяет многие противоборствующие концепции в рамках системы более высокого уровня. Она, подобно системе химических элементов, основываясь на некоей предустановленной гармонии, задает строение, характер связей и взаимодействий элементов. Цель феноменологии — построение новой науки.
Нагибиной Н. Л. предложена система психологических типов: рациональных, иррациональных и смешанных. Для каждого типа характерен свой стиль и цели творчества
| Тип с доминирующей рациональной функцией | Тип с равносильными рациональной и иррациональной функциями | Тип с доминирующей иррациональной функцией |
| --- | --- | --- |
| Искусство служит народу. Искусство воспитывает и направляет. Агитационность. Рассчитано на массы. Симфонизм музыкального мышления. Страсти контролируются рассудком. Эмоциональная доступность. Злободневность тематики. | Искусство провоцирует выход из обыденности формируя взгляд на жизнь (включая жизнь каждого участника) как на ситуацию проблемную, критическую (М. Бахтин). При этом художественная форма заставляет прозревать в жизни нечто новое. Воссоздание смысла этого нового есть "эстетическое удовольствие". Игра комбинациями чувств и образов. Равное значение эмоциональной и когнитивной составляющих стиля. Современность и мифологичность образов. | «Искусство для искусства», Искусство раскрывает в людях лучшие стороны, приобщает к смыслу мировой гармонии, помогает выразить себя. Эстетство Утонченная выразительность звукоизвлечения Культ утонченной чувственности и всепоглощающих страстей. |

### Искусство как способ самопознания
В произведение искусства творец вкладывает свои мысли, чувства, темперамент. Самораскрытие, самопознание, самоактуализация, самопрезентация, самовыражение и другие формы презентации самости выступают в творчестве наиболее ярко. Многие выдающиеся музыкальные, литературные и художественные произведения глубоко автобиографичны.

### Искусство и архетип
Архетипические образы всегда сопровождают человека. В мифологии, религии и искусстве неясное и страшное в архетипах культурно превращается в символы, все более прекрасные по форме и всеобщие по содержанию. (Этот путь можно проследить, например, сравнивая изложения древнегреческих мифов у Р. Грейвза, Э. Голосовкера и Н. Куна). Мифология была начальным способом воплощения архетипических образов, однако и архетипы никогда не исчезали их искусств, проявляясь хотя бы в маргинальных жанрах (детектив, фэнтези, так называемых жанрах "готики" XX века и т. п.).

Будущее, представленное фантазией человека, обычно вкладывается в определенные стереотипные образы, которыми оперируют футуристы, и за пределы которых они не могут выйти, так как основа всех будущих представлений — это опыт прошлого и постоянно теряющегося в прошлом настоящего. Мало того, когда художник действительно достигает «совершенства» в порывании с прошлым, с традициями и классикой, он непременно выходит на уровень ещё более архаических и примитивных образов, чем он даже может себе представить. Это связано с тем, что онтогенез повторяет филогенез, а развитие всегда поступательно и ничего из ничего не рождается, происходит естественное «возвращение на круги своя». Чернов Денис «Современность и классика: в продолжение спора о древних и новых»

## Творчество, способности, талант, гениальность в искусстве

### Творческий процесс, его составляющие и динамика
Процесс художественной творческой деятельности очень индивидуален (см. «Психология искусства: типологический подход»).
Схема художественной творческой деятельности (в общих чертах):
1. Поиск (сознательный или бессознательный) стимула к творческому движению.

«Если мы не ошибаемся, каждое его стихотворение начиналось мыслию, но мыслию, которая, как огненная точка, вспыхивала под влиянием глубокого чувства или сильного впечатления; вследствие этого, если можно так выразиться, свойства происхождения своего мысль г. Тютчева никогда не является читателю нагою и отвлеченною, но всегда сливается с образом, взятым из мира души или природы, проникается им и сама его проникает нераздельно и неразрывно» (И. Тургенев о Ф. Тютчеве).

2. Материальное воплощение: пробы в материале.

Прежде, чем начнет петься,
Долго ходят, размозолев от брожения,
И тихо барахтается в тине сердца
Глупая вобла воображения.
В. Маяковский

3. Доведение до окончательного варианта, в котором содержание и форма гармонично дополняют друг друга: многочисленные пробы близких по основному характеру, но различающихся по нюансам художественных воплощений замысла.

Поэзия — та же добыча радия.
В грамм добыча, в год труды.
Изводишь единого слова ради
Тысячи тонн словесной руды.
В. Маяковский

Мысль о несводимости процесса поэтического творчества к применению известных правил и норм, отражена в стихотворении Анны Ахматовой "Тайны ремесла. Творчество":

Мне ни к чему одические рати
И прелесть элегических затей.
По мне, в стихах все быть должно некстати,
Не так, как у людей.

### Творческая личность
Современные авторы исследований психологии способностей все больше склоняются к мнению, что и научные, и художественные способности развиваются и совершенствуются в равной степени. В художественном творчестве вопрос о первичных дарованиях и об упражнении, навыке и подражании стоит так же, как и при всяком критическом познании, при всяком научном открытии. В Институте творческих проблем в Калифорнии проводилось изучение творческих личностей на больших группах известных писателей. Американские исследователи исходят при этом из утверждения, что «культурный феномен изобретения в искусстве и науке аналогичен и характеризуется одинаковыми фундаментальными психическими процессами».
Так, Ф. Баррон на основе исследования 56 писателей-профессионалов, из которых 30 широко известны и в высокой степени оригинальны в своем творчестве, выделил тринадцать признаков способностей к литературному творчеству:
1. высокий уровень интеллекта;
2. склонность к интеллектуальным и познавательным темам;
3. красноречие, умение ясно выражать мысли;
4. личная независимость;
5. умелое пользование приемами эстетического воздействия;
6. продуктивность;
7. склонность к философским проблемам;
8. стремление к самовыражению;
9. широкий круг интересов;
10. оригинальность ассоциирования мыслей, неординарный процесс мышления;
11. интересная, привлекающая внимание личность;
12. честность, откровенность, искренность в общении с другими;
13. соответствие поведения этическим нормам.

### Способности и талант
Способности — это возможность выполнять какую-либо деятельность с определенной мерой успешности. Талант — выдающиеся способности, высокая степень одаренности в какой-либо области. Исследования музыкальных, литературных, художественных способностей имеют давние традиции. Классификации специальных способностей многочисленны и разнообразны. В основном широко изучены элементарные способности. В последнее время ощутимо возрос интерес к высшим способностям в области искусства и созданию методик их диагностики.

### Талант и гениальность
Чем отличается талант от гения? Шопенгауэр образно описал это различие так: талант — это стрелок, попадающий в цель, которую видят многие, но никто не может попасть, а гений стреляет по таким далеким мишеням, что их даже никто не видит. Поэтому таланты (древняя денежная единица) часто бывают богатыми — их могут оценить многие, а гении редко — их могут по достоинству оценить только таланты, да и то через некоторое время.

В практической жизни от гения проку не больше, чем от телескопа в театре. Артур Шопенгауэр

Гений — это талант изобретения того, чему нельзя учить или научиться. Иммануил Кант

## Искусство и цивилизация
Эстетика как наука о прекрасном неизменно подчеркивает цивилизационный аспект любого искусства. Связи искусства и цивилизации всегда двусторонни: эпоха и общество формируют вкус и эстетические взгляды в искусстве, а творцы формируют трансформации и стилевое движение и разнообразие.
Важные идеи, объясняющие причины противостояния искусства и цивилизации, выдвинул Шпенглер (1880—1936). В работе «Закат Европы. Причинность и судьба» символом судьбы культуры и свидетельством социокультурных изменений у Шпенглера выступает искусство. Метод Шпенглера состоял в переносе из области природы в область культуры морфологической структуры жизненного цикла. Каждая культура имеет ограниченное число возможностей своего выражения, она появляется, зреет, увядает и никогда не возрождается. Эпохальные циклы не имеют между собой какой-либо явной связи — в их исторической жизни оказывается целью сама жизнь, а не её результат. Отношения между цивилизацией и культурой внутри каждого цикла и выступают основной пружиной всех исторических коллизий и превращений.
Проблемы взаимовлияния искусства и цивилизации в XX веке волновали Альберта Швейцера (1875—1965). Началом любой полноценной жизни, по его мнению, является непоколебимая преданность истине и открытое исповедование её; великая задача духа — создание мировоззрения. Ускорение социальных процессов в XX столетии рождает поверхностность и дурную бесконечность во всем: "дух нашего времени бросает нас в водоворот деятельности умышленно, дабы мы не опомнились и не спросили, что же собственно имеет эта «самозабвенная преданность этим или иным целям со смыслом мира и нашей жизни?»
Английский социолог Тойнби стремится дифференцировать теоретические модели взаимовлияний цивилизации и искусства, представить всю сложность действующих факторов в совокупности как негативных, так и позитивных форм.

«Исторический взгляд на мир открывает нам физический космос, движущийся по кругу в четырехмерном Пространстве-Времени, и Жизнь на нашей планете, эволюционирующую в пятимерной рамке Пространства-Времени-Жизни. А человеческая душа, поднимающаяся в шестое измерение посредством дара Духа, устремляется через роковое обретение духовной свободы в направлении Творца или от Него». Арнольд Тойнби. Постижение истории.

## Искусство и потребитель
В разработке типологии слушателей, зрителей, читателей существуют три основных направления. Некоторые авторы кладут в основу классификации какой-нибудь один признак — например, восприимчивость и интерес к новому, неизвестному в искусстве или, напротив приверженность к старому, хорошо знакомому («верхогляды» и «староверы» у В. Белинского, «новаторы» и «подражатели» у Ж.-М.Гюйо, «неустойчивые» и «устойчивые» зрители у А. В. Луначарского), уровень образования и общей культуры (А. Зильберман), специальное (музыкальное) образование (Р. Франсэ).
Другие авторы, ощущая неполноценность всякой «одномерной» (К.Кинеман) классификации, пытаются объединить в одной типологической схеме сразу несколько признаков. Так Ю. Давыдов выделяет следующие пять типов отношения публики к искусству (и соответственно 5 типов воспринимающих):
1. восприятие искусства только в его социально-познавательной или социально-публицистической функции («гносеологический тип»),
2. поиски в искусстве того, чего нет в жизни («компенсативный тип»),
3. отношение с позиций профессиональных знаний об искусстве («знаточеский тип»),
4. чисто моральная оценка («этический» тип),
5. оценка искусства согласно априорным нормам, принятым в социальной группе («социально-престижный» тип).

Т. Адорно во «Введении в музыкальную социологию» рассматривает восемь типов слушателей:
1. эксперт;
2. «хороший слушатель»;
3. «потребитель культуры» — образованный, но равнодушный и пассивный;
4. «эмоциональный» слушатель, переживающий чувства «по поводу» музыки;
5. «рессантиментный» (антиэмоциональный) слушатель — сектант-пуританин, слепо преданный серьёзной музыке, но не понимающий её;
6. «джазовый фанатик» (джаз-фан);
7. «развлекающийся» слушатель;

## “Психология искусств” Л. С. Выготского
Лев Семёнович Выго́тский— советский психолог. Основатель марксистской исследовательской традиции изучения высших психологических функций и построения авангардной футуристической «науки о Сверхчеловеке»коммунистического будущего и новой психологической теории сознания
«Психология искусства» была написана Выготским в годы становления советской психологической науки. Это было время, когда еще шли бои с открыто идеалистической психологией, господствовавшей в главном научно-психологическом центре — в психологическом институте Московского университета.
Эта книга, во-первых, повела итоги предыдущих работ автора 1915—1922 годов, а во-вторых, подготовила новые идеи в психологии. Можно сказать, что “Психология искусств” стала переходным произведением Л. С. Выготского.
Советское искусствознание делало еще только первые свои шаги.Это был период переоценки старых ценностей и период начинавшегося великого «разбора» в литературе и искусстве: в кругах советской интеллигенции царила атмосфера, создававшаяся разноречивыми устремлениями. Слова «социалистический реализм» еще не были произнесены.
В своей книге Л. С. Выготский поднимает такие важные вопросы, как психологическая проблема искусства, искусство как познание, искусство как прием, искусство и психоанализ, искусство как катарсис. Особое место в этом произведении занимает анализ эстетической реакции.
Автор обращается в ней к классическим произведениям — к басне, новелле, трагедии Шекспира. Главный вопрос, который он ставит перед собой: что делает произведение художественным, что превращает его в творение искусства?
В своей книге он выступает против традиционного психологизма в трактовке искусства. Избранный им метод является объективным, аналитическим. Его замысел состоял в том, чтобы, анализируя особенности структуры художественного произведения, воссоздать структуру той реакции, той внутренней деятельности, которую оно вызывает.
Немалое место занимает и критика односторонних взглядов на искусство, специфику его человеческой и вместе с тем социальной функции. Л. С. Выготский выступает против сведения функции искусства к функции собственно познавательной, гностической. Если искусство и выполняет познавательную функцию, то это — функция особого познания, выполняемая особыми приемами.
Анализ структуры художественного произведения и составляет главное содержание «Психологии искусства» Выготского. Обычно анализ структуры связывается в нашем сознании с представлением об анализе чисто формальном, отвлеченном от содержания произведения. Но у Выготского анализ структуры не отвлекается от содержания, а проникает в него. Ведь содержание художественного произведения — это не материал, не фабула; его действительное содержание есть действенное его содержание — то, что определяет специфический характер эстетического переживания. Так понимаемое содержание не просто вносится в произведение извне, а созидается в нем художником.
Предметом исследования в «Психологии искусства» являются произведения художественной литературы.
Одна из заслуг Л. С. Выготского — блестящий анализ преодоления «прозаизма» языкового материала, возвышения его функций в структуре творений художественной литературы. Но это только один план анализа, абстрагирующийся от главного, что несет в себе структура произведения. Главное — это движение, которое Выготский называет движением «противочувствования». Оно-то и создает воздейственность искусства, порождает его специфическую функцию.
«Противочувствование» состоит в том, что эмоциональное, аффективное содержание произведения развивается в двух противоположных, но стремящихся к одной завершающей точке направлениях. В этой завершающей точке наступает как бы короткое замыкание, разрешающее аффект: происходит преобразование, просветление чувства.
Для обозначения этого главного внутреннего движения Выготский пользуется классическим термином катарсис.
Катарсис для Выготского не просто изживание подавленных аффективных влечений. Это, скорее, решение некоторой личностной задачи, открытие более высокой, более человечной правды жизненных явлений, ситуаций.
Анализ эстетической реакции и формализм Л. С. Выготского
“Легкое дыхание” И. А. Бунина в трактовке Л. С. Выготского
В одной из глав, посвященной именно эстетической реакции читателя, автор рассуждает об анатомии и физиологии рассказа, диспозиции и композиции, характеристике материала, о функциональном значении композиции. Также очень важной идеей в духе формализма является “уничтожение содержания формой”. Выбирает для своего анализа Л. С. Выготский именно эту новеллу, так как она является типичным образцом классической и современной новеллы, и именно она не подверглась общественной рационализации.
Выготский начинает свой анализ рассказа с "выяснения той мелодической кривой, которая нашла свое выражение в словах текста".Он строит схему в виде прямой, на которой изображает "все события, нашедшие место в этом рассказе, в том хронологическом порядке, в каком они действительно протекали или могли протекать в жизни".Таким образом, перед нами предстает диспозиция-реальная последовательность событий и композиция- последовательность событий в новелле. При этом, автор выделяет “2 кривые” произведения, он выделяет не только события жизни главной героини — Оли Мещерской, но и классной дамы.
Так, разгадав “анатомию” новеллы психолог переходит к ее “физиологии”, для того, чтобы понять, что говорит нам та система действий и событий, которая выделяется из этого рассказа как его очевидная фабула. Здесь Л. С. Выготский вводит понятие “житейская муть”-это то, как мы может охарактеризовать происходящее в рассказе. “В самой фабуле этого рассказа нет решительно ни одной светлой черты, и, если взять эти события в их жизненном и житейском значении, перед нами просто ничем не замечательная, ничтожная и не имеющая смысла жизнь провинциальной гимназистки, жизнь, которая явно всходит на гнилых корнях и, с точки зрения оценки жизни, дает гнилой цвет и остается бесплодной вовсе. Может быть, эта жизнь, эта житейская муть хоть сколько-нибудь идеализирована, приукрашена в рассказе, может быть, ее темные стороны затенены, может быть, она возведена в «перл создания», и, может быть, автор попросту изображает ее в розовом свете, как говорят обычно?” [Выготский 1986: 194].
Важным будет также отметить мысль Л. С. Выготского по поводу названия новеллы. По его мнению, название и составляет основную суть рассказа. События расположены так, что у читателя не создается ощущения тягости и той самой мути. Если бы эти события встретились нам в своем диспозиционном порядке, то наше внутреннее напряжение постепенно бы нарастало. Мы бы узнали о легкой и беззаботной жизни гимназистки, которая быстро выросла, затем этот мир бы для нас рухнул и изменился- как изменился у Оли Мещерской в момент связи с Малютиным. И вот у классной дамы-мы узнаем эту страшную тайну. Затем ситуация накаляется, и вот Оля уже обещает офицеру, что будет его женой. Убийство и смерть героини-как крайняя точка рассказа, его апогей. Но что же нам предстает на самом деле? События переплеты таким образом, что их тягость и значимость теряет для нас свой вес. В самом начале рассказа мы узнаем о том, что Оля Мещерская погибнет, поэтому мы ждем разрешения этого “конфликта”: “почему же она погибла и как?” Л. С. Выготский говорит о том, что не центральная тема новеллы не Ольга Мещерская, а именно “легкое дыхание”, ощущение которого появляется и у читателя, ведь такие ужасные события не вызывают у нас должной реакции.
В итоге все эти “прыжки” гасят непосредственно то впечатление, которое произошедшее могло на нас указать. В этом и выражается уничтожение формой содержания. Также, как замечает Л. С. Выготский, уничтожение формой можно увидеть не только в композиции новеллы, но и на построении отдельных сцен, отдельных эпизодов, отдельных ситуаций.(Например, выстрел, убивший Олю описан, как маленькая деталь рассказа) 

## Искусство как форма терапии
Виды арт-терапии, представленные в психологии и медицине, отвечают существующим видам искусств. Выделяют собственно арт-терапию, музыкотерапию, танцевальную терапию, драмотерапию, сказкотерапию, библиотерапию, маскотерапию, этнотерапию, игротерапию, цветотерапию, фототерапию, куклотерапию, оригами и тому подобное. Кроме того, каждый из этих видов имеет множество арт-терапевтических техник, которые применяются для решения внутренних и межличностных конфликтов, кризисных ситуаций, травм, невротичных и психосоматических расстройств.

## Экспериментальная и психоаналитическая парадигмы в исследовании творческого стиля
Экспериментальная и психоаналитическая парадигмы в исследовании творческого стиля проходят через всю историю эстетики. Они отражают существование объективных и субъективных закономерностей в психологии творчества. Произведение искусства — есть всегда синтез объективных и субъективных законов. Доминирование в каждом конкретном случае тех или других закономерностей связано часто с психологическим типом творца.

## Системно-типологический подход в психологии искусства
Системно-типологический подход к проблеме литературных, музыкальных, художественных и т. п. способностей предполагает существование единого комплекса природных задатков, развивающихся на их основе способностей, психофизиологических и психологических особенностей, условий развития, воспитания, средовых влияний. При этом центральной проблемой любых способностей становится проблема индивидуальных различий. Личностные особенности художественного интеллекта, восприятия, памяти, мышления, ценностно-мотивационная сфера, мировоззренческие установки, творческий процесс и способ создания произведения искусства определяют индивидуальный творческий стиль автора, его технику и язык. Базисом этого комплекса является психологический тип личности.
Единство художественных, когнитивных и личностных особенностей, включающих доминирующую мировоззренческую установку типологического характера определяет творческий стиль писателя, музыканта, художника. Формула «Стиль — это человек» подтверждается известными словами Флобера: «Мадам Бовари — это я».

«Писателю принадлежат все формы творчества; ему — стрелы иронии, ему — нежные, легкие слова; ему — театральные
персонажи, ему — необъятные лабиринты сказок и вымыслов, ему — все цветы, ему — все шипы; он возлагает на себя все одежды, проникает в глубь всех сердец, испытывает все страсти, постигает все интересы. Душа писателя стремится к миру и отражает его» (О. Бальзак).

«На мой взгляд, подлинный современный мир — это мир, созданный художником, это явившийся ему мираж. Художник не несет никакой ответственности перед обществом, художник ответственен только перед самим собою» (В. Набоков).

Система психологических типов — псикосмология, предлагаемая Н. Л. Нагибиной и её научным коллективом, строится на соотношении принципов познания: рациональном и иррациональном. В каждом человеке доминирует один из способов познания, второй способ познания может являться подчиненным или равным первому (переходные типы). Рациональный — тип, в котором мышление является доминантным, рефлексивным, который относится к мышлению как к ценности более высокой в своей познавательной сфере, чем чувственное познание. Иррациональный — тип, в котором мышление не является доминантным, процесс познания не опосредован рефлексивными операциями, который относится к интуиции и ощущениям как к ценности более высокой в своей познавательной сфере, чем рефлексивное познание. В системе психологических типов находятся четыре рациональных типа (A, B, D, E) и четыре иррациональных (B, C, F, G), также имеются четыре переходных типа (AB, CD, EF, GH), в которых рациональный и иррациональный принцип познания имеют одинаковый вес.
В данном подходе доминантой звучит фигура творца. Феноменологический подход позволяет органично объединить научный и герменевтический методы исследований личности. Предложен оригинальный проект изучения стилевых особенностей творчества в контексте обусловленности их психологическим типом творца.